# XVII Mostra de Cinema Llatinoamericà de Catalunya
La XVII Mostra de Cinema Llatinoamericà de Catalunya va tenir lloc a Lleida entre el 8 i el 15 d'abril de 2011. Fou organitzada pel Centre Llatinoamericà de Lleida amb el suport del Patronat de Turisme de la Paeria de Lleida i la col·laboració de la Fundació "la Caixa", la Universitat de Lleida, l'Instituto de Cooperación Iberoamericana, el Ministeri d'Assumptes Socials d'Espanya, la Casa de América i l'Institut Català de Cooperació Iberoamericana.
S'hi projectaren 77 pel·lícules, entre elles 12 llargmetratges en la secció oficial, 12 curtmetratges i 12 documentals, així com 7 llargmetratges, 7 documentals i 5 curts de la retrospectiva "Lo llevo en la sangre: Cine y fútbol argentino". Tant la inauguració com la cloenda es van fer a la Llotja de Lleida. En la inauguració van estar presents per primer cop el conseller Ferran Mascarell, i Viggo Mortensen, qui va rebre el premi d'honor de mans de Juan Echanove. També es va projectar Catalunya über alles! de Ramon Térmens.
En aquesta edició es va instaurar també el Premi Jordi Dauder a la creativitat del cinema en català, que fou entregat a l'actor català Lluís Homar. El Premi Ángel Fernández Santos es va atorgar al diari argentí Página/12 i el del Reconeixement a Sancho Gracia. La pel·lícula d'inauguració fou l'argentina Igualita a mí de Diego Kaplan i la de cloenda la cubana José Martí: el ojo del canario de Fernando Pérez.
Entre altres activitats també es va fer una retrospectiva sobre l'Amazònia, una exposició sobre Agustí Centelles al Pati del Palau de la Paeria, una sessió infantil amb la projecció de Gaturro: la película i l'apartat especial de Cinema per a joves Dreaming Nicaragua.

## Pel·lícules exhibides

### Llargmetratges de la selecció oficial
- Igualita a mí de Diego Kaplan
- José Martí: el ojo del canario de Fernando Pérez Valdés
- Afinidades de Jorge Perugorría i Vladimir Cruz
- Fase 7 de Nicolás Goldbart
- El atentado de Jorge Fons
- Acorazado d'Álvaro Curiel /
- El cielo elegido de Víctor González
- Hermano de Marcel Rasquín
- Aballay de Fernando Spiner
- García de José Luis Rugeles
- Post mortem de Pablo Larraín /
- El infierno de Luis Estrada Rodríguez
- La vida útil de Federico Veiroj
- La vida de los peces de Matías Bize

### Documentals
- Awka Liwen de Mariano Aiello i Kristina Hille[8]
- Sofía cumple 100 años d'Hernán Belón
- El fin del Potemkin de Misael Bustos
- Ojos bien abiertos de Gonzalo Arijón
- El edificio de los chilenos de Macarena Aguiló
- Los dos Escobar de Jeff Zimbalist i Michael Zimbalist

### Retrospectiva "Lo llevo en la sangre: Cine y fútbol argentino"
- Los tres berretines (1933) d'Enrique Telémaco Susini[9]
- Pelota de trapo (1948) de Leopoldo Torres Ríos
- El hincha (1951) de Manuel Romero
- El crack (1960) de José Martínez Suárez
- El hijo del crack (1953) de Leopoldo Torres Ríos i Leopoldo Torre Nilsson
- El centroforward murió al amanecer (1961) de René Mugica
- El camino de San Diego (2006) de Carlos Sorín
- Amando a Maradona (2005) de Javier Vázquez
- Argentina y su fábrica de fútbol (2007) de Sergio Iglesias,
- Fútbol argentino (1990) de Víctor Dínenzon
- Argentina Fútbol Club (2009) de Juan Pablo Roubio
- Mundial 78, la historia paralela (2008) d'Hernán Castellanos
- Tiempo de descuento (1997) de Flavio Nardini
- Lo llevo en la sangre (2004) de Pablo Pérez

## Jurat
El jurat de la competició oficial fou presidit pel productor argentí Fernando Sokolowicz i format per Josep Maria Forn i Costa. l'actriu espanyola María Jesús Hoyos, Rodrigo Díaz, director del Festival de Cine Latinoamericano de Trieste, i el director de fotografia Ángel Luis Fernández Herrero.

## Premis
Els premis atorgats en aquesta edició foren:
| Categoria                                           | Premiat                          | Treball                            |
| --------------------------------------------------- | -------------------------------- | ---------------------------------- |
| Millor llargmetratge (Premi AECID)                  | El atentado                      | Jorge Fons                         |
| Menció del Jurat al Llargmetratge                   | Aballay                          | Fernando Spiner                    |
| Premi del Públic                                    | Hermano                          | Marcel Rasquin                     |
| Millor director                                     | Marcel Rasquin                   | Hermano                            |
| Millor opera prima                                  | Acorazado                        | Álvaro Curiel                      |
| Millor actor                                        | Alfredo Castro                   | Post mortem                        |
| Millor actriu                                       | Moro Anghileri                   | Aballay                            |
| Millor guió (Premi Casa Amèrica Catalunya)          | Acorazado                        | Álvaro Curiel                      |
| Millor documental                                   | El edificio de los chilenos      | Macarena Aguiló                    |
| Premi Radio Exterior de España al millor documental | Los dos Escobar                  | Jeff Zimbalist i Michael Zimbalist |
| Millor curtmetratge                                 | Blokes                           | Marialy Rivas                      |
| Menció al curtmetratge                              | El pozo                          | Guillermo Arriaga Jordán           |
| Premi Ángel Fernández-Santos                        | Página/12                        |                                    |
| Premi d'Honor                                       | Viggo Mortensen Alberto Iglesias |                                    |
| Premi Jordi Dauder                                  | Lluís Homar                      |                                    |